# Tölgy-farkincásboglárka
A tölgy-farkincásboglárka (Satyrium ilicis) a boglárkalepke-félék családjába tartozó, Európában és Nyugat-Ázsiában honos lepkefaj. Egyéb elnevezései: tölgyfa-csücsköslepke, cserfalepke, tölgy-farkosboglárka.

## Megjelenése
A tölgy-farkincásboglárka szárnyfesztávolsága 3,2–3,5 cm. Szárnyainak felső oldala egyöntetűen sötétbarna, a nőstény elülső szárnyainak szélén változatos kiterjedésű, elmosódott szélű, narancssárga folt látható. Szárnyainak fonákja csokoládébarna, mindkét szárnyon vékony, fehér, zegzugos harántvonal húzódik végig. A hátsó szárnyak peremén fekete felső szegélyű, narancssárga foltsor húzódik (a belső szöglet foltja a legerősebb, sokszor a szárny felső oldalára is átüt), amely a nőstény esetében sötét árnyék formájában folytatódik az elülső szárny szélén is. A hátsó szárnyak külső oldalán kis kinövés (ún. farkinca) látható. A nőstény potrohvége világos, nincs rajta szőrpamacs. 
Az elülső szárny foltja néha aranysárga (f. aureonitens), olykor a hím szárnyán is megfigyelhető (f. cerri).
Petéje kerek, fehér, felszíne sűrűn gödörkés. 
Hernyója világoszöld, sűrű, rövid szőrökkel.

### Hasonló fajok
Hasonlíthat hozzá a törpe-farkincásboglárka, a kökény-farkincásboglárka, a w-betűs farkincásboglárka, a szilva-farkincásboglárka, a tölgyfa-csücsköslepke, vagy a nyírfa-csücsköslepke.

## Elterjedése
Európában (északon Dél-Svédországig, délen a mediterrán partvidékig; a szigetek közül megtalálható Szicílián, de Korzikán, Szardínián és Krétán nem) és Nyugat-Ázsiában (Kis-Ázsia és a levantei partvidék) honos. Magyarországon a Dunántúlon, az Északi-középhegységben (inkább csak a kedvezőbb mikroklímájú melegzugokban) a Nyírségben, a Hajdúságban, a Körös-menti síkon és a Kis-Sárréten lokálisan számos helyen megtalálható a tölgyesekben.

## Életmódja
Meleg, száraz bokorerdők, sziklás bozótosok, erdőspuszták lepkéje.     
Évente egy generációja repül május közepétől július közepéig. A hímek territóriumot tartanak, azt a kihajló ágvégekről ellenőrzik. A nőstények inkább a lombkoronaszintben repülnek. A kifejlett lepkék főleg fagyal, kakukkfű, földibodza virágain szívogatják a nektárt. A nőstény fákra, nagyobb bokrokra rakja a petéit. A pete (vagy benne a kifejletlen hernyó) áttelel és a hernyó a következő évben április elején kel ki. A hernyó különféle tölgyfajok (főleg molyhos tölgy, de kocsányos tölgy, kocsánytalan tölgy, magyaltölgy is, de - régebbi nevével ellentétben - csertölgy nem) leveleivel táplálkozik.
Magyarországon védett, természetvédelmi értéke 10 000 Ft.

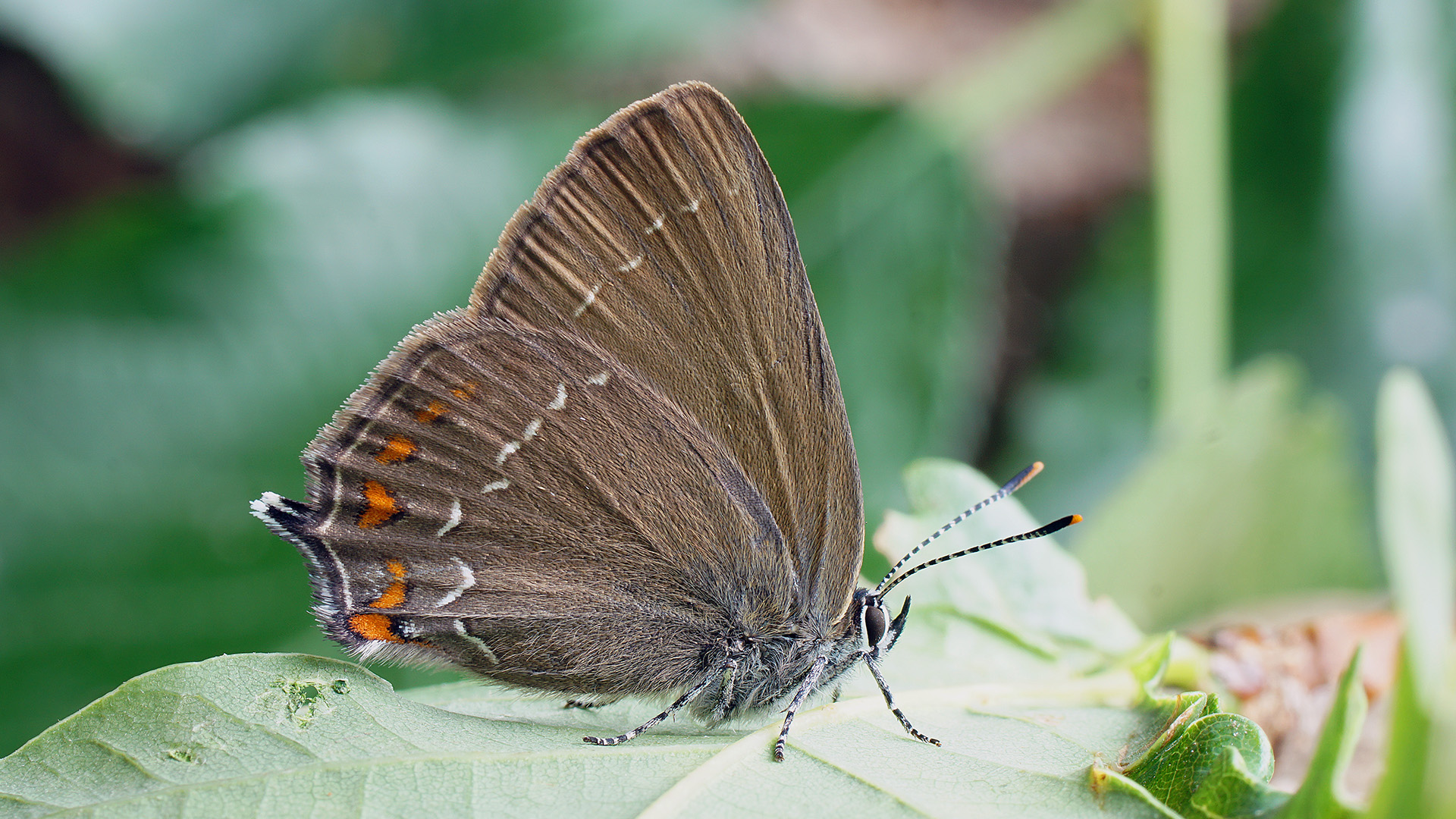
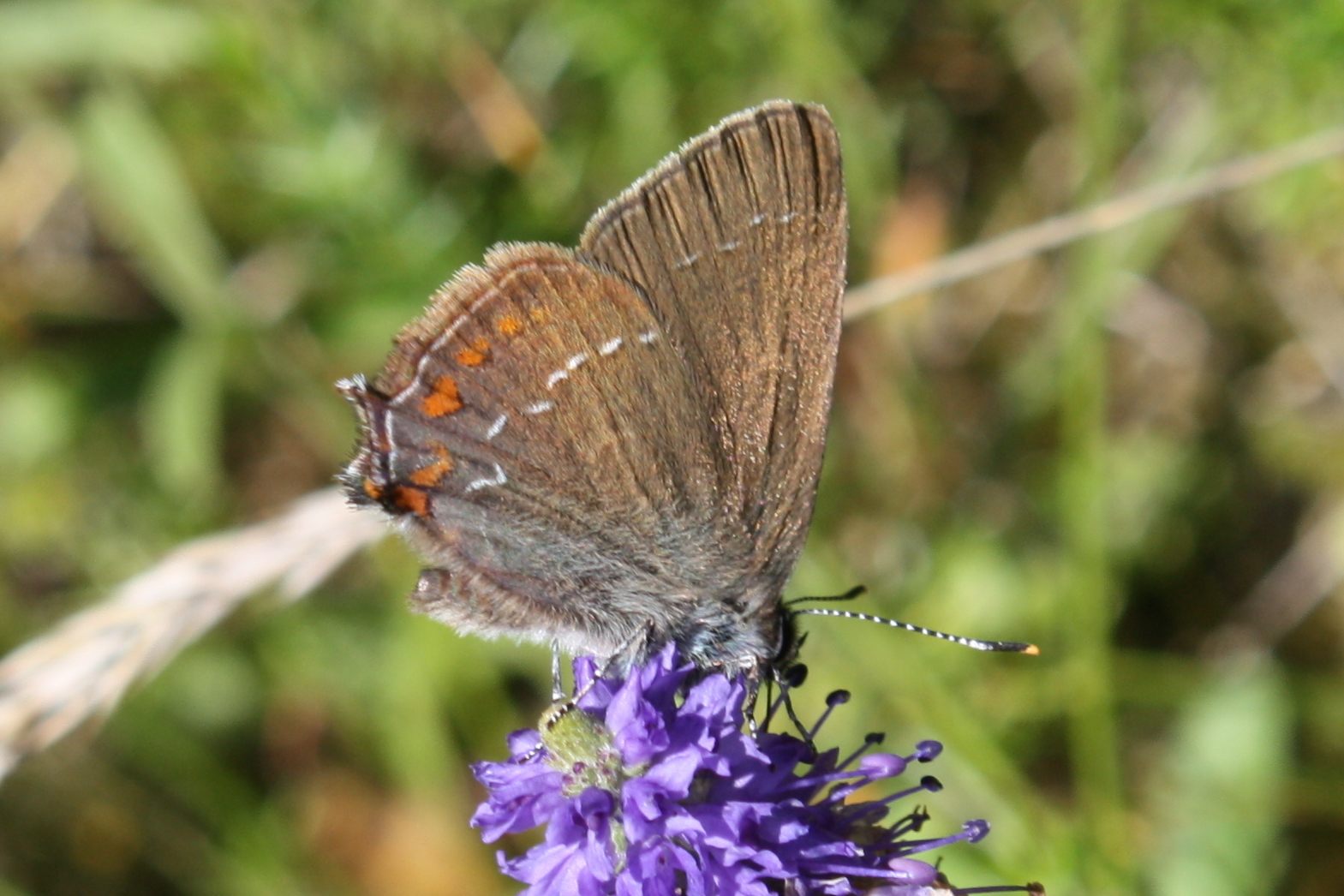
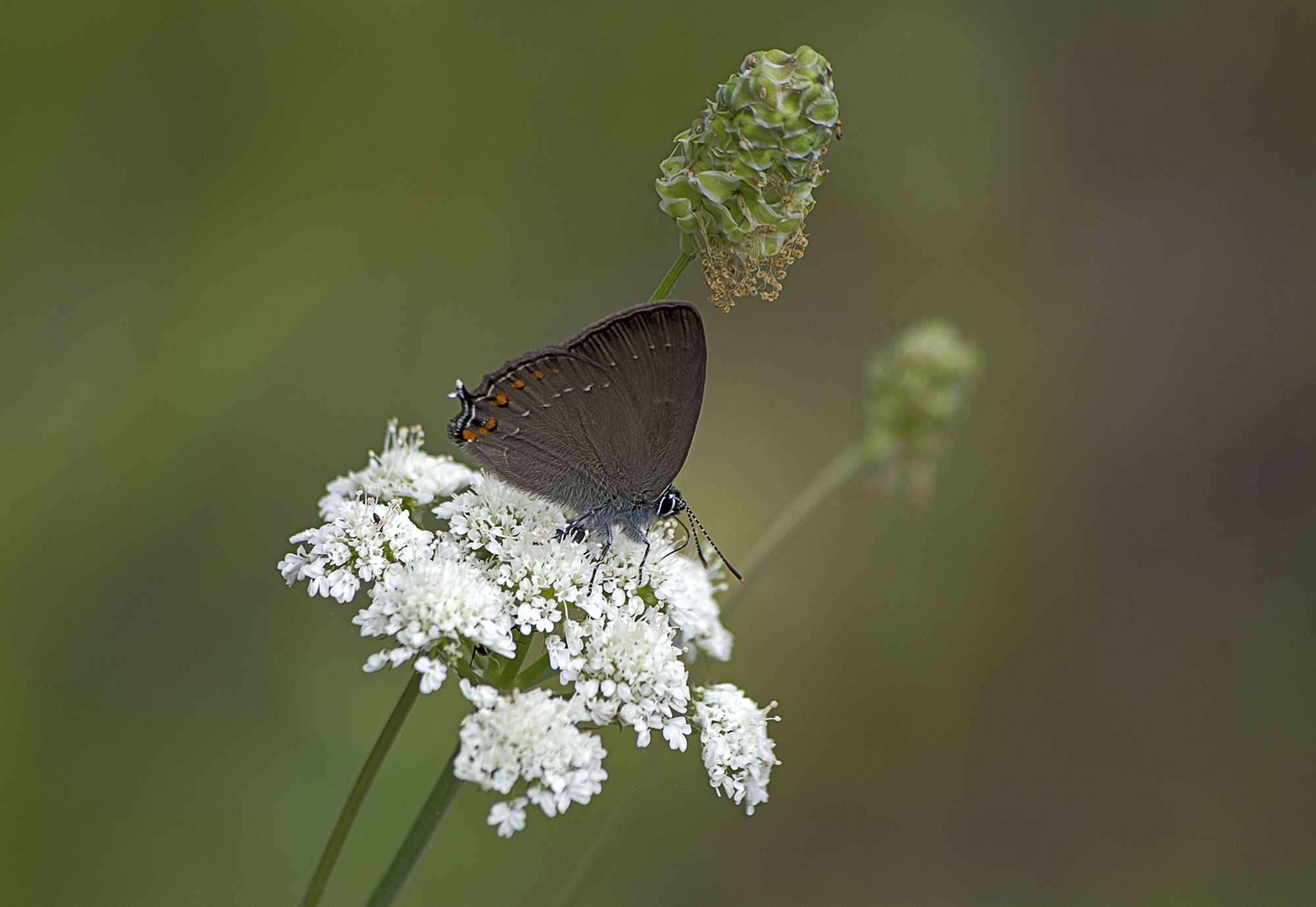
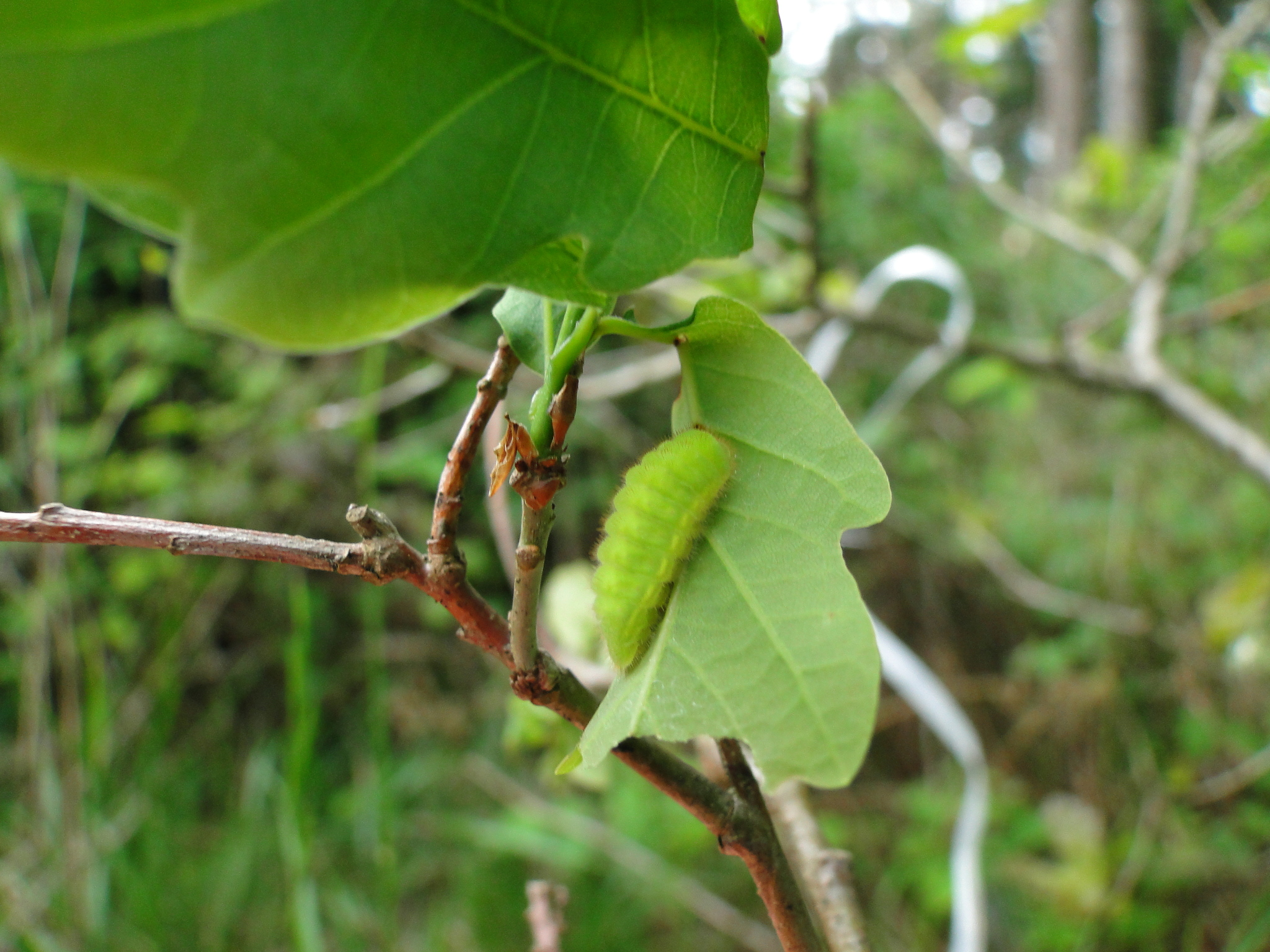